# KZ Kruščica

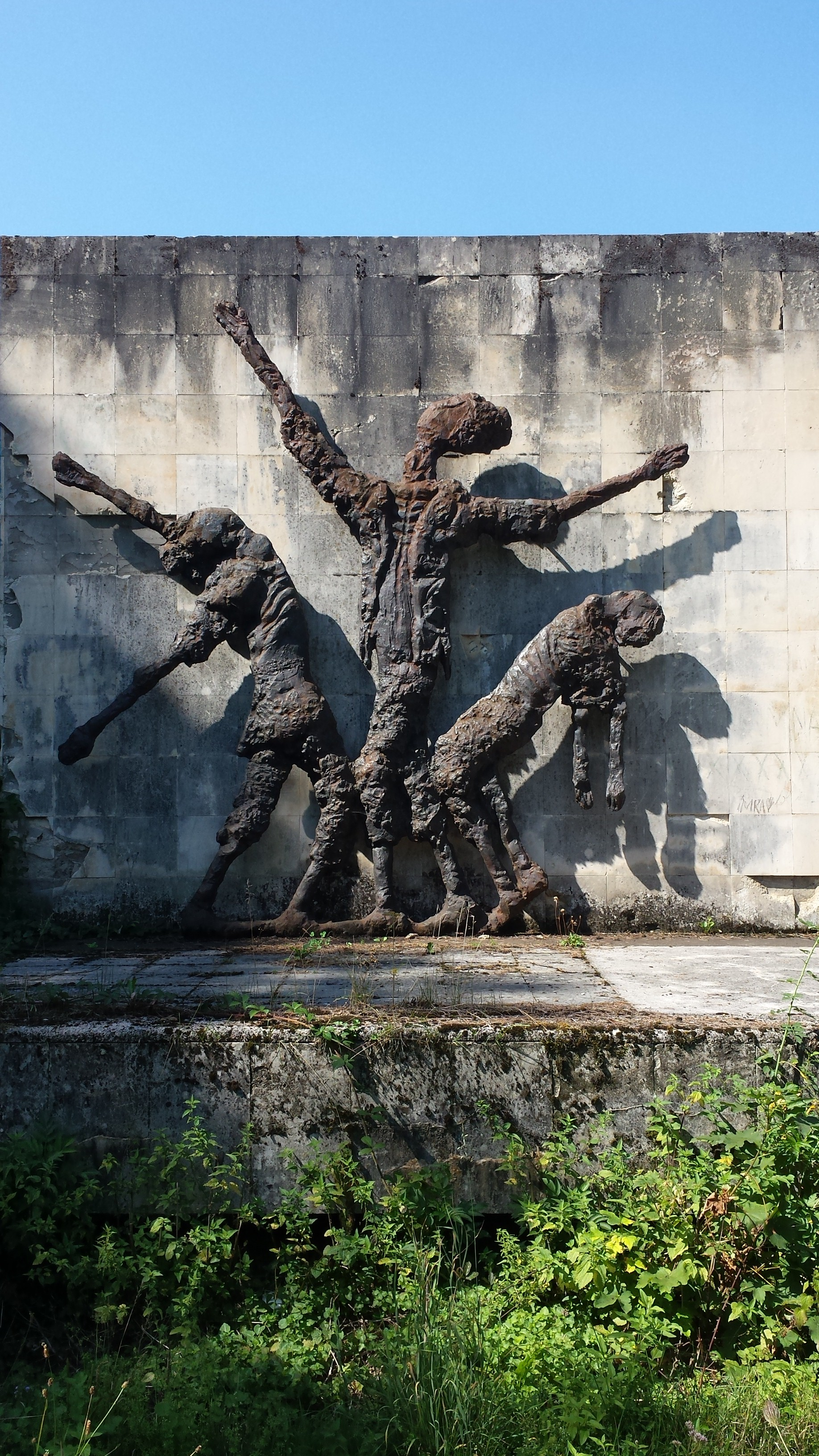
Denkmal im ehemaligen Konzentrationslager Kruščica

Das Konzentrationslager Kruščica (serbokroatisch Logor Kruščica / Логор Крушчица) war ein Konzentrationslager im damaligen faschistischen Unabhängigen Staat Kroatien (NDH). Das im April/Mai 1941 gegründete Lager befand sich in Kruščica südlich von Vitez in Zentralbosnien. Die Internierten waren hauptsächlich Serben und Juden, vor allem Frauen und Kinder, denn männliche Gefangene wurden schnell umgebracht. Dabei hatte die bosnisch-muslimische SS-Division „Handschar“ einen großen Anteil an den ethnischen Säuberungen und den Deportationen von Serben. Der arabische Nationalist Mohammed Amin al-Husseini, der sich mit der Organisation und Ausbildung dieser Waffen-SS-Divisionen befasste, hatte auf direkten Befehl von Adolf Hitler und Heinrich Himmler die Aufgabe, Serben und Roma zu deportieren, sowie die Juden in das KZ Auschwitz zu schicken.

## Einrichtung
Im Juli 1941 wies Vjekoslav Luburić, der Leiter des Büros III des Ustaše-Überwachungsdienstes (kroatisch: Ustaška nadzorna služba; UNS), den Ustaša-Kommissar für Bosnien-Herzegowina, Jure Francetić, an, ein Lager für Juden und Serben im Dorf Kruščica in der Nähe von Vitez, etwa 56 Kilometer nordwestlich von Sarajevo, einzurichten. Da die Lager in Gospić, Jadovno und auf der Insel Pag geschlossen worden waren und Lager wie Jasenovac, Đakovo und Loborgrad noch nicht in Betrieb genommen worden waren, war Kruščica als vorübergehender Transitpunkt gedacht. Zwischen 1939 und 1941 wurde das Anwesen als Gefängnis für Ustascha-Gefangene genutzt, die zuvor im Gefängnis von Lepoglava interniert worden waren. Zu den namhaften Mitgliedern der Ustascha-Bewegung, die in Kruščica inhaftiert waren, gehörte der spätere NDH-Minister Mladen Lorković.
Die fünfundsiebzig Gefangenen, die das Lager ursprünglich errichtet hatten, wurden im August getötet und in einem Massengrab in einer Kalkgrube verscharrt.

## Bedingungen im Lager
Am 28. August traf der erste Transport mit 1.100 jüdischen Frauen und Kindern aus dem KZ Gospić über Slavonski Brod ein. Am 3. September um 3.00 Uhr morgens stürmten die Ustascha in Sarajevo die Wohnungen von 500 Juden und gaben ihnen dreißig Minuten Zeit, ihre Habseligkeiten zusammenzusuchen und sich auf der Straße zu versammeln. Unter Polizeibegleitung wurden die Menschen zum Hauptbahnhof von Sarajevo gebracht und in Viehwaggons gezwungen. Anschließend wurden sie nach Kruščica gebracht. Nach ihrer Abreise wurden ihre Wohnungen hektisch geplündert. Am 8. September wurden ähnliche Razzien in den Wohnungen von weiteren 500 Sarajevoer Juden durchgeführt. Auch diese Gruppe wurde nach Kruščica deportiert. Am 15. September erhielten zwei Vertreter der jüdischen Gemeinde die Erlaubnis, Kruščica zu besuchen. Sie berichteten, dass sich in dem Lager etwa 3.000 Häftlinge befanden, darunter 300 Serben, ohne jedoch zu erwähnen, ob diese getrennt oder zusammen mit den Juden zusammengetrieben wurden. Die Häftlinge erzählten den Vertretern, dass sie bis zu ihrem vierten Tag im Lager nichts zu essen bekamen.
Nikola Tursun, ein Ustascha-Beamter aus Travnik, schätzte die Zahl der Häftlinge in Kruščica Mitte September auf 1.539. Der Historiker Jens Hoppe hält diese Zahl für „höchstwahrscheinlich zu niedrig“ und geht davon aus, dass das Lager in dieser Zeit mindestens 3.000 Häftlinge beherbergte, vor allem jüdische Frauen, aber auch etwa 300 serbische Frauen aus der Herzegowina. „Die Bedingungen in Kruščica waren vielleicht noch schrecklicher als in Jasenovac“, schreibt der Historiker Yehuda Bauer, die Gefangenen mussten in halbfertigen Baracken unter miserablen hygienischen Bedingungen leben. Sie bekamen täglich eine Kelle Bohnensuppe und mussten sich bald von Gras und Kürbisblättern ernähren, um zu überleben.
Die Anwohner wussten von der Existenz des Lagers und den grausamen Bedingungen, denen die Insassen ausgesetzt waren. Einige beschwerten sich sogar bei den örtlichen Behörden, jedoch ohne Erfolg. In einem Fall besuchte eine italienische diplomatische Delegation das Lager, um herauszufinden, ob sich dort italienische Staatsbürger aufhielten, die für ihren Schutz in Frage kämen.

## Auflösung des Lagers
Am 1. Oktober wurden 250 männliche Häftlinge aus Kruščica nach Jasenovac verlegt.  Zwischen dem 5. und 7. Oktober wurden 1.200 jüdische Frauen und Kinder sowie 170 serbische Frauen und Kinder nach Loborgrad deportiert. Das Lager Kruščica wurde später aufgelöst.
Einigen Angaben zufolge hatten bis zur Auflösung des Lagers bis zu 5.000 Häftlinge das Lager durchlaufen, von denen 90 Prozent Juden waren. Die Historikerin Francine Friedman beziffert die Zahl der Todesopfer im Lager auf 3.000. Nach Angaben von Yad Vashem wurden während des Holocausts rund 25.000 Juden im NDH getötet.

## Erinnerung
Nach dem Zweiten Weltkrieg wurde eines der Gebäude des Lagers restauriert und in ein Museum umgewandelt, das als Schwarzes Haus (serbokroatisch: Crna kuća, serbokroatisch-kyrillisch: Црна кућа) bekannt wurde. Auf einer Fläche von rund 2 000 Quadratmetern wurde eine Gedenkstätte eingerichtet, die aus dem Museum, einem von Fadil Bilić geschaffenen Denkmal, das einige Zeilen aus Ivan Goran Kovačićs Gedicht Jama (übersetzt: Die Grube) enthält, und mehreren Gedenktafeln für die im Lager Inhaftierten besteht. Während des Bosnienkriegs wurde das Museum geplündert. Am 20. Juni 2014 wurde die Stätte zum Nationaldenkmal von Bosnien und Herzegowina erklärt.